# 찌에우티찐
찌에우티찐(베트남어: Triệu Thị Trinh / 趙氏貞 조씨정, 225년 ~ 248년)은 고대 베트남의 여성 통치자였다. 조국달의 여동생으로, 오빠 조국달이 전사한 후 독립 봉기를 이어받아 지휘했다. 다른 이름은 찌에우어우(베트남어: Triệu Ẩu / 趙嫗 조구), 찌에우찐느엉(베트남어: Triệu Trinh Nương / 趙貞娘 조정낭), 바찌에우(Bà Triệu), 찌에우꾸옥찐(베트남어: Triệu Quốc Trinh / 趙国貞 조국정)이다.

## 같이 보기
- 베트남의 역사
- 부이티쑤언
- 모권제